# Cisiojanus
Cisiojanus (latin) är en samlingsbeteckning för vissa minnesverser, vilka i äldre tider tjänade att bestämma datum för orörliga fester och helgondagar. 
Dessa verser utgjordes vanligen av två hexametrar för varje månad, avfattade på ett barbariskt latin och innehållande lika många stavelser, som det fanns dagar i månaden. Enligt den i Sverige vanliga redaktionen av Cisiojanus var verserna för januari månad: 
Cisio Janus Epi. sibi vendicat Oc. Feli. Marcel. Prisc. Hen. Fab. Ag. Vincent. E. Paulus nobile lumen.
Benämningen är tagen från de första orden i första versen, där ”cisio” är en förkortning av Circumcisio Christi (Jesu omskärelse). I de nämnda verserna är alla orörliga fester och helgondagar under januari månad angivna. Vanligen upptog man endast den första eller de två första stavelserna av dagens latinska namn. Så utmärker exempelvis Epi. trettondedagen (Epiphania), Oc. tjugondedagen (octavus post Epiphania dies) och så vidare. Önskar man veta datum för någon av dessa dagar, behöver man endast räkna antalet stavelser, som i verserna föregår den ifrågavarande dagens representant, samt därtill addera ett. Så finner man exempelvis, att tjugondedagen infaller den trettonde och Erik den heliges dag den tjugofjärde. En annan, mindre barbarisk form av Cisiojanus, vilken tillskrivs Melanchthon, börjar sålunda: 
Cisio Janus Epiphaniis dic dona Magorum Vincit orans Agne nova Paulum lumina vertunt.
Då emellertid i de nu anförda redaktionerna dels åtskilliga svenska helgondagar saknades, dels flera av den romerska kalenderns fester onödigtvis var upptagna, företog sig en och annan svensk författare att sammansätta lämpliga verser. Så föreslog exempelvis Kexlerus följande form för första versen: 
Scinditur inde Magis colitur puer ortus Jesus.
Det tycks emellertid som om dylika försök att uttränga den gamla formen för Cisiojanus inte haft någon egentlig framgång. Cisiojanus finnes vanligen införd i calendaria perpetua från 1400-, 15000- och 1600-talen samt i läroböckerna i computus ecclesiasticus ända till början av 1700-talet. Därjämte fanns cisiojaner på svenska ”för then menige man, som intet förstår latin”. En sådan, tryckt första gången 1573, börjar på följande sätt: 
”Omskuren blef Jesus sökt af kong Knut,
bad dem hjälpa sig att drifva julen ut.
Marcellus, Antonius, Priska och Fabian,
Agnes, Vincentius de kalla påfven fram;
där sjunga de alla gloriam.”
Lämningar av detta sätt att ange bemärkelsedagar fortlevde ända fram till 1900-tales början tämligen allmänt bland den svenska allmogen.